# Les Kurbas
Oleksandr-Zenon Stepánovich Kurbas, en ucraniano: Олександр-Зенон Степанович Курбас, más conocido como Les Kurbas (Sámbir, Reino de Galitzia y Lodomeria, 24 de febrero de 1887 - Sandarmoj, RSSA de Carelia, 3 de noviembre de 1937) fue un director de cine y teatro ucraniano. Es considerado el director de teatro ucraniano más importante del siglo XX. Formó, junto con Vsévolod Meyerhold, Yevgueni Vajtángov y varios otros directores, la vanguardia teatral soviética en las décadas de 1920 y 1930. Es uno de los representantes más destacados del arte de vanguardia ucraniano. Se lo considera una de las figuras principales del Renacimiento fusilado.

## Primeros años
Kurbas nació en Sámbir —entonces parte del Imperio austrohúngaro— el 25 de febrero de 1887 y recibió el doble nombre de Oleksandr-Zenon, abreviado como Les u Olés. Su padre, Stepán Pilípovich Kurbas (Yanóvich) (1862-1908) fue un actor ruteno descendiente de un linaje lituano. Su madre, Vanda Adólfivna (de soltera Kulczicka), nacida en Starý Skálat (hoy en la óblast de Ternópil), también fue actriz, hija de un austriaco, Adolf Teichman. El apellido de sus padres, Yanóvich, era su seudónimo, por el que eran más conocidos, particularmente en el teatro de «Teatro del discurso ucraniano» (Театр Української Бесіди). Además de Les, que fue el primer hijo, tuvieron otros tres hijos, Kornylo (fallecido el 2 de julio de 1895), Néstor y Nadia, sin embargo, ninguno de ellos sobrevivió más allá de la adolescencia.
Inicialmente Kurbas estudió en el gimnasio de Ternópil. En 1907, se matriculó en el Departamento de Filosofía de la Universidad de Viena, desde donde se trasladó en 1908, debido a la muerte de su padre, inscribiéndose en la Universidad de Leópolis (1908-1910). Esto estuvo determinado por la necesidad de sacar a la cultura ucraniana del provincianismo en el que había caído como resultado de la ocupación de Polonia y Rusia durante un siglo.
En medio de la Primera Guerra Mundial, Kurbas organizó las «Noches teatrales de Ternópil» (1915-1916) y el Molodý Teatr (Teatro Joven) en Kiev en 1916, que fue el primer conjunto en experimentar tanto con técnicas de actuación nuevas como con las antiguas. Kurbas dirigió y actuó en obras como El inspector de Gógol y, el más importante y muy aclamado, Edipo rey de Sófocles. Debido a la escasez de recursos y al caos político general hacia el final de la Primera Guerra Mundial, el conjunto se disolvió. Además, era profesor en el Instituto de Música y Drama de Kiev en 1916-1919 y más tarde en el Instituto de Música y Drama de Járkov en 1926-1933. En 1920-21, Les Kurbas fundó el Teatro Dramático de Kiev «Kidramte».
El siguiente gran proyecto de Kurbas fue Haidamáks (varias puestas en escena a partir de 1920), un poema sobre el levantamiento ucraniano del siglo XVIII contra la ocupación polaca del laureado poeta ucraniano Tarás Shevchenko. La obra fue la producción teatral ucraniana más importante del siglo XX y se representó incluso después de la muerte de Kurbas (aunque sin mencionar su nombre). Kurbas integró todas las técnicas de la era Molodý, sobre todo en su tratamiento del coro.

## Teatro Berezil

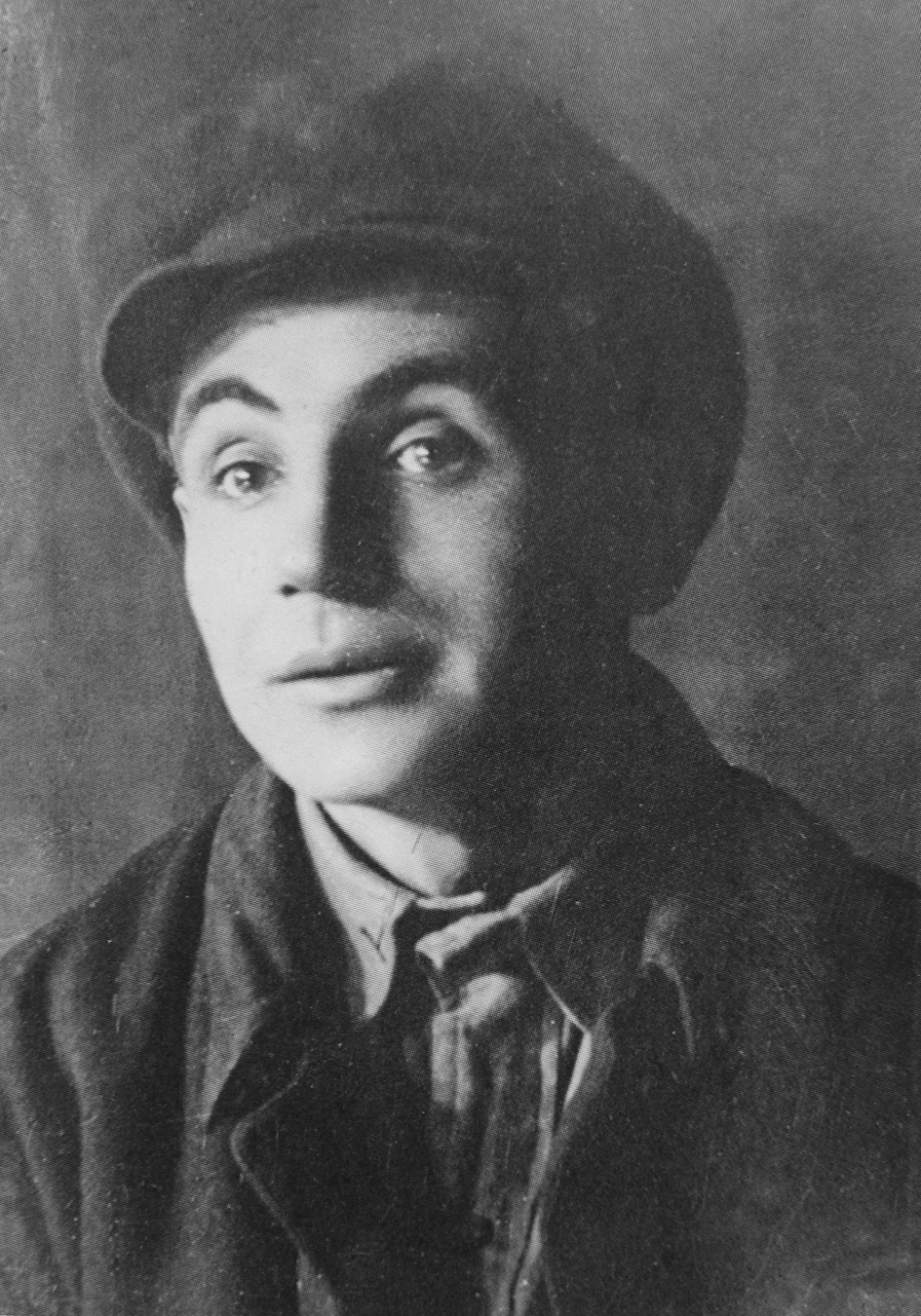
Les Kurbas en los años 20.

Fue solo en 1922 que las condiciones en Ucrania, ahora gobernada por los soviéticos, fueron lo suficientemente estables como para permitir que Kurbas fundara el «Berezil» [en español, «primavera» o «nuevo comienzo»] en Kiev. En el mismo año, Les Kurbas invitó a Vadim Meller a cooperar como artista principal del Teatro Berezil. Vadim Meller se unió al Berezil con la experiencia tanto de artista de caballete como de escenógrafo. El dibujo expresivamente desencadenado, característico de la obra temprana de Meller, se convertirá en fundamento, origen de posteriores montajes escénicos realizados junto a Les Kurbas. Desde 1922, Les Kurbas también trabajó para los Estudios de Cine de Odesa, donde dirigió películas como Шведская спичка (Cerilla sueca, 1922, película muda basada en el cuento homónimo de Antón Chéjov), Арсенальцы (Arsenal, 1925) y otras. En 1925, Vadim Meller recibió una medalla de oro por el diseño escénico del teatro Berezil en la Exposición de Artes Decorativas de 1925 (art déco) de París.
El Berezil no era simplemente un teatro, sino una institución de estudio e investigación que hasta el día de hoy es casi inigualable en su organización. Cada departamento de teatro tenía sus propios comités y talleres, y se establecieron varias sucursales en otras ciudades de Ucrania. El Berezil atrajo no solo a los mejores actores de su tiempo: docenas de futuros actores y directores ucranianos recibieron su educación allí, pasando por un plan de estudios que incluía toda una serie de técnicas de actuación, ejercicios rítmicos, entrenamiento de voz y ensayos de conjunto. Kurbas tenía como objetivo una base científica de cada desarrollo del Berezil, lo que a veces podría conducir a discusiones interminables en uno de los comités. Escribió: «Hoy se acabó la comedia. El actor subió al escenario, el único por el que vivirá el teatro. Teatro: tribuna y espectáculo, corte y escuela, pensamiento y locura del hombre nuevo».
En sus primeros años, el teatro sufrió una escasez de obras adecuadas en las que pudieran basarse las producciones. Kurbas fue solo uno de varios directores, si bien el más importante, y un destacado organizador. Sus montajes de la época incluyeron Gas del autor alemán Georg Kaiser y Jimmy Higgins de Upton Sinclair. Kurbas hizo uso principalmente de las técnicas expresionistas que había desarrollado durante la era Molodi, pero aumentó aún más la organización rítmica de toda la producción.
En 1927, Kurbas conoció al prometedor dramaturgo Mikola Kulish en la capital ucraniana de la época, Járkov, a donde el Berezil se había mudado en 1926. Las primeras obras de Kulish habían sido puestas en escena por otros teatros en la rígida forma realista soviética que se convertiría en el estándar en toda la Unión Soviética en la década de 1930. La colaboración entre Kulish y Kurbas resultó ser tanto afortunada como desafortunada para el conjunto. Si bien producciones como El Malaji de la gente (1928), Mina Mazailo (1929) y Maklena Grasa (1933) establecieron nuevos estándares en las obras de conjunto y el rigor dramático, también chocaron con la política de propaganda soviética oficial.
Sin embargo, Kurbas estaba decidido a seguir su curso a pesar de las crecientes amenazas. En 1930, justo antes de la hambruna artificial en Ucrania, Kurbas se vio obligado a representar Dyktatura [dictadura], del dramaturgo ucraniano Iván Mikitenko. La obra de propaganda fue un intento de justificar la política soviética que finalmente condujo al hambre del campesinado ucraniano y causó varios millones de muertes (el Holodomor). Kurbas cambió el sentido de la obra, una técnica que denominó «recodificación», e hizo una ópera satírica y trágica a partir de lo que había sido una trama realista aburrida. Si bien las autoridades consideraron la producción como una oportunidad final para que Kurbas abandonara su obstinación y se adaptara al pensamiento del partido, Kurbas siguió sus propios instintos políticos. Al exponer al régimen por lo que era, también asestó un golpe mortal al teatro ya sí mismo. Kurbas escribió: «Todos sabemos lo que es la dictadura, pero pocos le prestamos atención como a un hecho de naturaleza intelectual. La obligación de cada actor de la obra era hacer entender a cada espectador que el timón de la historia está en sus propias manos.»
El Teatro Dramático Académico Ucraniano Tarás Schevchenko en Járkov es heredero de las magníficas tradiciones artísticas del Berezil.

## Encarcelamiento y ejecución

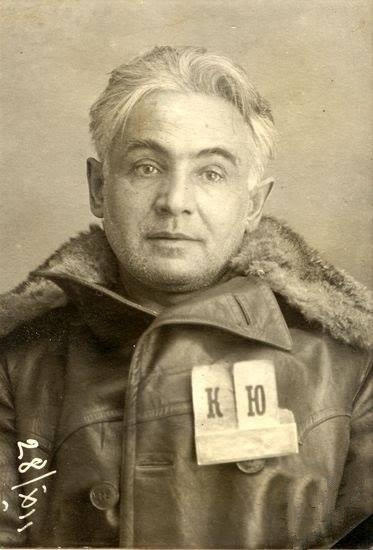
Fotografía realizada por el NKVD tras su detención en 1933

En 1933, Kurbas fue expulsado del Berezil. Se le permitió ir a Moscú, donde probablemente fue la principal fuerza detrás de la famosa puesta en escena de El rey Lear (1934) de Solomón Mijoels. Más tarde, en 1933, fue arrestado y puesto en un campo de trabajo (al igual que muchas otras figuras culturales). Incluso en estas condiciones, Les Kurbas mostró su amor inquebrantable por el teatro. Como haría más tarde su amigo y competidor Vsévolod Meyerhold durante su propio encarcelamiento, Kurbas organizó un teatro en el campo e incluso se puso en contacto con el autor de una de las obras que representó para discutir decisiones dramatúrgicas.
Luego, Kurbas se trasladó a las remotas islas Solovetski, en el Mar Blanco, y fue uno de los «transportes perdidos» de prisioneros enviados de regreso al continente en 1937 desde Solovkí. Ahora se sabe que falleció fusilado el 3 de noviembre de 1937 junto con otros 289 miembros de la intelectualidad ucraniana en el campo de exterminio y cementerio de Sandarmoj, cerca de Medvezhegorsk, en Carelia (noroeste de Rusia), un sitio descubierto en 1997 por miembros de la Asociación Memorial.
Iósif Stalin había ordenado directamente el asesinato de más de mil artistas e intelectuales recluidos en el campo de trabajos de Solovkí. El amigo de Kurbas, Mikola Kulish, que había sido confinado en una jaula como un animal y, en consecuencia, cayó en un estado de trastorno mental total, corrió la misma suerte.
Tras de la muerte de Stalin, Kurbas fue rehabilitado en 1957.

## Posteridad
El Teatro Berezil sobrevivió bajo el nombre de Teatro Shevchenko. Uno de los actores principales de Kurbas, Maryan Krushelnytsky, la dirigió hasta la década de 1960, pero tuvo que hacer muchos compromisos artísticos. El trabajo de Kurbas solo pudo volver a mencionarse a partir de la década de 1960, pero la investigación solo comenzó a fines de la década de 1980, principalmente en Ucrania. Hay una tendencia en la investigación ucraniana a glorificar a Kurbas. 
Algunos hagiógrafos afirman que Kurbas fue un genio (de hecho, tenía múltiples talentos) que anticipó todos los desarrollos del teatro de finales del siglo XX (cierto en algunos casos, como por ejemplo en el trabajo del director italiano Eugenio Barba, Odin Teatret). 
Otro mito es que Kurbas no era comunista. Sería más correcto decir que tenía una visión completamente diferente del comunismo y del potencial de una nueva sociedad para el desarrollo de la creatividad humana. Su objetivo más importante como artista era «hacer que el público se sintiera más vivo.»